# Eurydice spinigera
Eurydice spinigera är en kräftdjursart som beskrevs av Hansen 1890. Eurydice spinigera ingår i släktet Eurydice och familjen Cirolanidae. Inga underarter finns listade i Catalogue of Life.